# 萨尔拉布
萨尔拉布（法語：Sarlabous）是法国上比利牛斯省的一个市镇，位于该省偏东，属于巴涅尔德比戈尔区。该市镇总面积3.39平方公里，2009年时的人口为73人。

## 人口
萨尔拉布人口变化图示